# Типография (Троицко-Ильинский монастырь)
Типография (укр. Друкарня) — памятник архитектуры национального значения в городе Чернигов Черниговской области Украины.

## История
Постановлением Кабинета Министров УССР от 24.08.1963 № 970 присвоен статус памятник архитектуры национального значения с охранным № 819/8. Установлена информационная доска.

## Описание
Входит в комплекс сооружений Троицко-Ильинского монастыря — участок историко-архитектурного заповедника Чернигов древний, расположенный на Болдиной Горе — улица Толстого, 92.
Одноэтажный, каменный, прямоугольный в плане дом с жестяной крышей. 
Около 1674 года в Новгород-Северском Лазарем Барановичем была основана типография. В 1679 году Лазарь Баранович перевёз типографию в Чернигов, которая изначально размещалась при архиепископской кафедре. Затем была перенесена на территорию Троицко-Ильинского монастыря. За первые 20 лет работы появилось 40 изданий — преимущественно труды украинских авторов тех времён (Лазаря Барановича, Иоаникия Галятовского, Данила Туптала), а также панегирики разным людям, что их писали (Пётр Армашенко, Иван Величковский, Иван Орновский, Пётр Терлецкий). Первыми черниговскими изданиями были «Псалтырь» и «Букварь» (1680 год). 
Значительным издательским центром Черниговская типография оставалась и в начале 18 века, была третьей по величине на Украине, уступая киевскому и львовскому. Оживлению работы издательства в 18 веке поспособствовало открытие Черниговского коллегиума, преподаватели которого брали активное участие в подготовке изданий. В 1730 году произошёл пожар на территории монастыря, также повредив типографию. Возобновил типографию новый Черниговский архиепископ Никодим Сребницкий и в 1743 году были выпущены «Букварь» и «Первое учение отроком» Феофана Прокоповича и несколько указов. 
В 1786 году типография было перенесено в черниговский архиерейский дом.